# I Guess I'll Have to Cry, Cry, Cry
"I Guess I'll Have to Cry, Cry, Cry" é uma canção escrita e gravada por James Brown. Lançada como single em 1968, alcançou o número 15 da parada R&B e número 55 da parada Pop. Os The Wailers gravaram uma versão reggae da canção com o título "My Cup" em seu álbum de 1970 Soul Rebels.
Esta canção é notável por ser o último single em que o grupo vocal de Brown, os The Famous Flames, ganham crédito no selo do disco. Embora eles, tecnicamente, pararam de cantar nos singles de Brown em l964, os The Flames, Bobby Byrd, Bobby Bennett e  Lloyd Stallworth, ainda permaneceram como grupo em apresentações ao vivo nos shows de Brown, e Byrd continuou a cantar e gravar com James. Em 1968, entretanto, o grupo The Flames deixou Brown, citando diferencas financeiras, e embora Byrd tenha retornado 18 meses mais tarde, os outros membros nunca retornaram e todos os singles de Brown pela  King Records à partir deste ponto, começando com Say It Loud – I'm Black and I'm Proud, dava crédito apenas a ele nos selos.